# Чжан Кэцзянь
Чжан Кэцзянь (кит. 张克俭, родился в июле 1961, в г. Куньшань провинции Цзянсу) — китайский учёный и политик, с мая 2018 года — глава Китайского национального космического управления (CNSA) и Государственного управления оборонной науки, техники и промышленности (SASTIND).

## Биография
Родился в 1961 году в городе Куньшань (пригород Шанхая) провинции Цзянсу. В 1982 году окончил факультет прикладной физики Оборонного научно-технического университета НОАК и начал работать, в июне 1992 года вступил в Коммунистическую партию Китая. Имеет степень бакалавра в области физики и магистра в области машиностроения в Университете науки и техники Китая.
В мае 2018 года возглавил CNSA и Государственное управление оборонной науки, техники и промышленности (SASTIND), одновременно став заместителем министра промышленности и информационных технологий (MIIT).
Вошёл в «100 самых влиятельных людей мира 2019 года» по версии журнала Time.